# Khindaru
Khindaru (Hindiru) fou una de les tribus aramees de la Baixa Mesopotàmia. L'estat de Khindaru o Hindiru estava al centre del país just al sud del domini de la tribu Rua. El territori fou sotmès per Sargon II en la campanya del 710 aC contra Babilònia i fou agregat a la província de Gambulu. El 692 aC la tribu fou part de la coalició que va enfrontar als assiris a la batalla d'Halule o Khalule (Samarra).